# Lymantria xylina
Lymantria xylina is een vlinder uit de familie van de spinneruilen (Erebidae), onderfamilie donsvlinders (Lymantriinae). De wetenschappelijke naam van de soort is voor het eerst geldig gepubliceerd in 1903 door Swinhoe.
Het mannetje heeft een voorvleugellengte van 25 tot 28 millimeter, het vrouwtje ongeveer 35 millimeter. De rups wordt 45 tot 47 millimter lang en is polyfaag. 
Eitjes worden in juni en juli afgezet in groepjes op een twijg of een tak en afgedekt met haren van het achterlijf van het vrouwtje. De eitjes overwinteren in diapauze en komen uit in maart. Lymantria xylina kent één jaarlijkse generatie.
De soort komt voor in Japan, Taiwan en China.